# Molophilus (Molophilus) antimenus
Molophilus (Molophilus) antimenus is een tweevleugelige uit de familie steltmuggen (Limoniidae). De soort komt voor in het Neotropisch gebied.